# Mariner 9
Mariner 9, NASA-ina svemirska letjelica namijenjena istraživanju planeta Marsa, i deveta iz programa Mariner. Lansirana je 30. svibnja 1971. godine pomoću rakete Atlas-Centaur iz Cape Canaverala. Bila je prva letjelica koja je uspješno ušla u Marsovu orbitu 13. studenog 1971. i obavila nekoliko važnih istraživanja uz pomoć ugrađenih uređaja, te prva letjelica koja je ušla u orbitu nekog drugog planeta uopće. Mariner 9 je poslala 7329 slika tijekom svoje misije.
Kada su letjelice Mariner 4, Mariner 6 i Mariner 7 prošle kraj Marsa, pokazale su pusti, kraterima prošaran svijet. Stoga su nade da se nađe nešto zanimljivo bile vrlo slabe kada je Mariner 9 postala prva svemirska letjelica koja je ušla u orbitu nekog planeta. Letjelica je stigla na vrhuncu pješčane oluje koja je obavila cijeli planet. Kada se pijesak počeo slijegati, najprije su se pokazali najviši vrhovi poput Olympus Monsa, pa zatim Valles Marineris. Uz otkriće pješčanih dina i kanala, slika Marsa se potpuno promijenila.
Komunikacija sa sondom prekinuta je namjerno 27. listopada 1972. godine, nakon što je potrošila zalihe goriva za održavanje visine. 
Očekuje se da će 2022. godine ući u Marsovu atmosferu, pri čemu će ili izgorjeti pri samom ulasku u atmosferu ili pasti uništena na planet.

## Vanjske poveznice
- Mariner 9 profil misije  Arhivirana inačica izvorne stranice od 31. srpnja 2012. (Wayback Machine) pri NASA's Solar System Exploration
- NSSDC Master Catalog: Spacecraft - Mariner 9  Arhivirana inačica izvorne stranice od 23. kolovoza 2014. (Wayback Machine)
- NASA-JPL Vodič do Mariner 9  Arhivirana inačica izvorne stranice od 11. veljače 2012. (Wayback Machine)
- neke od fotografija Marsa koje je načinio Mariner 9
- Film prilaska Marinera 9 ka Marsu
- Fobos snimljen s Marinera 9